# Эстонские вооружённые силы в период немецкой оккупации (1917—1918)
Эстонские вооружённые силы в период немецкой оккупации 1917—1918 годов

## Период захвата островов
29-го сентября (12 октября) 1917 года германские войска при поддержке флота совершили десант на Моонзундский архипелаг. К 6-му (19) октября острова Сааремаа (Эзель), Муху (Моон) и Хийумаа (Даго) были захвачены. В последний момент на остров Муху было переброшено два батальона 1-го Эстонского полка, где потом 1600 эстонцев попали в плен.

## Состав и расположение вооружённых сил
1-й Эстонский полк (командир — полковник Зигфрид Пиндинг, потом полковник Александер Тыниссон) начал формироваться в апреле 1917 года на основе эстонских офицеров и солдат Русской армии. Уже в октябре, вдобавок к 1-му Эстонскому полку находившемуся в Хаапсалу (Гапсаль), был создан его запасной батальон в Тарту (Юрьев), а также, по инициативе Главного комитета эстонских солдат, неофициально 2-й Эстонский полк в Таллине (Ревель), Пайде (Вейсенштейн) и Вильянди (Феллин) — 2-й Эстонский полк комплектовался побатальонно в Пярну, Вильянди и Пайде.
После завоевания Эстонских островов Ревельский Эстонский батальон был по разрешению коменданта морской крепости переформирован в отдельный 3-й Эстонский полк. Затем в Раквере (Везенберге) был сформирован 4-й Эстонский полк.
Неофициально попытались создать Эстонский кавалерийский полк, который формировался в Вильянди. Также шло формирование артиллерийской бригады в Хаапсалу.
В декабре 1917 года началось формирование 1-й Эстонской пехотной дивизии в составе резервных войск Северного фронта. Командиром дивизии 23 декабря 1917 г. (5 января 1918 г.) был назначен подполковник Йохан Лайдонер, начальником штаба — уже 6 (19) декабря — Яан Соотс. В состав этой дивизии входили 4 пехотных полка, один кавалерийский полк, резервный батальон, артиллерийская бригада, инженерная рота, дивизионные обоз и лазарет. Численный состав дивизии значительно превосходил штатное расписание.
Также 13-14 февраля 1918 года в Таллине на армейской конференции было принято решение о формировании красноармейской части из добровольцев-эстонцев. 15 февраля уже началось формирование 1-го Таллинского красного полка в составе: 12 рот, пулемётная команда и лёгкая артиллерия.

## Действия вооружённых сил с 18 февраля 1918 года (начало вторжения немцев на материк)
На 18 февраля в состав 13 армейского корпуса входили — 2-й Эстонский пехотный полк (в районе Пярну), батальон 4-го Эстонского пехотного полка (в Пайде), батальон 2-го Эстонского пехотного полка и формируемый Эстонский кавалерийский полк (в Вильянди).
19 февраля приказом командования Северного фронта 13-й армейский корпус перешёл в подчинение командира 49-го корпуса. Согласно директиве № 490/6:
- «…В случае наступления противника и отхода наших войск все отходящие из Таллина и правофланговые части 12-й армии по достижении ими линии Пайде, Вильянди, Тарту поступают в подчинение комкора 49-го, которому принять меры по организации обороны на вильяндских и нарвских позициях с целью прикрытия направления на Петроград. Указанные части подчиняются комкору 49 на правах командира отдельного корпуса, непосредственно подчиняемого Упрасеву (командованию Северным фронтом)».

В северо-западной части Прибалтики Северному корпусу немцев противостояла только одна рота военно-морской десантной бригады, расположенная на острове Вормси. Северный корпус должен был совершить марш по льду. Немецкий гарнизон с острова Хийумаа (Даго) получил задачу — наступая через остров Вормси (Вормс) — овладеть Хаапсалу. Сами немцы свои действия трактовали как - Освобождение. Так к примеру, Гуго Каупишь (начальник оперативного отдела (1-й офицер Генерального штаба) 8-й армии) впоследствии опубликовал книгу об этих событиях с названием «Освобождение Лифляндии и Эстландии (с 18.2 по 5.3)».
В Хаапсалу (Гапсаль) — В ночь на 18 февраля в штаб немецкого губернатора Моонзундских островов в Куресааре (Аренсбург) из Хаапсалу прибыли два «представителя» из 1-го Эстонского полка и от имени командира полка (полковник Эрнест Пыддер заявили, что при переходе немцев в наступление полк «по ликвидации некоторых ненадежных элементов подчиняется немецкому командованию», и посоветовали с переходом Северного корпуса на материк вести наступление не на Пярну, а на Таллин, «как центр, в котором сосредоточены все революционные происки Эстонии».
20 февраля командир полка Эрнст Пыддер, получив точные сведения (от десантной роты с острова Вормси) о начале наступления германских войск, немедленно командировал в Таллин журналиста Йохана Юхтунда с заданием — привезти с собой кого-то из национальных лидеров, имеющих полномочия на провозглашение независимости Эстонии.
Вечером 20 февраля, полк (численностью около 600 человек) арестовал представителей Советской власти и разоружил русскую роту (военно-морской десантной бригады), отошедшую с острова Вормси, а также команду 37-й морской батареи. После этого в штабе полка прошло совещание представителей Ляэнемааской уездной управы, Хаапсалуской горуправы и офицеров полка, на котором было решено, что если представители Земского совета Эстляндской губернии к утру не прибудут, следует действовать от имени самоуправлений и полка. В 8 часов утра 21 февраля в Хаапсалу вошли немецкие части. Город был сдан немцам без боя. При встрече с командиром части майором Стеффенсом полковник Пыддер и сопровождавший его писатель Карл-Аугуст Хиндрей заявили, что Эстония является самостоятельным государством и считает себя нейтральной в войне между Германией и Россией. Затем было подписано соответствующее двухстороннее соглашение. Полковник Пыыдер приказал «собрать солдат на рыночной площади и произнёс перед ними речь о независимости эстонского государства». Сам манифест, которым Эстония официально провозглашалась независимым демократическим государством «с сегодняшнего дня», был датирован 21 февраля 1918 года.
Немцы не разоружили эстонцев. Часть полка осталось для охраны города и его окрестностей, а остальные двинулись на Пярну.
В Тарту (Юрьев) — 21 февраля произошла попытка свержения власти большевиков, которая была подавлена в тот же день. Положение было сложное. Ещё в середине февраля город разделился на два враждебных лагеря — по одну сторону реки располагались контрреволюционные силы в лице Эстонского запасного батальона и местных белогвардейцев; по другую — силы Советов: революционные солдаты латышского запасного полка, Красной гвардии и части солдат Эстонского запасного полка. До подхода немцев большевики эвакуировались из города. Утром 24 февраля германские войска заняли Тарту.
В Пярну (Пернов) — утром 22 февраля командир пярнуского 3-го батальона 2-го Эстонского полка (штабс-капитан Феликс-Йоханнес Танненбаум (Таннебаум)) сообщил в своём приказе, что вся исполнительная власть в городе и в уезде перешла к пярнускому эстонскому батальону. Вечером 23 февраля в одну из транспортных колонн Северного корпуса немцев, двигавшуюся в направлении на Ревель, явились «представители» 2-го Эстонского пехотного полка из Пярну и заявили якобы «о желании» полка перейти, на сторону немцев. 24 февраля в городе был проведён парад (это был первый военный парад в истории Эстонской республики). Штабс-капитан Танненбаум отдал приказ: «Принимая во внимание провозглашение независимости Эстонии сегодня 23 февраля 1918 г., приказываю завтра 24 февраля в 11.30 всем ротам и командам по порядку номеров собраться перед штабом батальона (перед бывшей городской школой — на площади Глабе) — в развёрнутом строю, откуда церемониальным маршем под музыку пройти через город. Всем военным приказываю быть в шинелях, в караульной форме, по возможности, в погонах с эстонской лентой через погон или с эстонской лентой на груди».
В этот же день была установлена связь с командиром 77-й резервной дивизии немцев, который отправил в Пярну из Валга по железной дороге передовой немецкий отряд. 25 февраля в 13 часов этот отряд занял Пярну. Эстонский батальон численностью до 1000 человек, располагавшийся в городе по квартирам, сложил оружие.
В Вильянди (Феллин) — 2-й Эстонский полк взял власть 24 февраля. (располагались батальон 2-го Эстонского пехотного полка и формируемый Эстонский кавалерийский полк) Утром 25 февраля в 10 часов 30 минут передовой отряд 77-й резервной дивизии немцев без боя занял этот город, разоружив в нём потом батальон 2-го Эстонского полка.
В Пайде (Вейсенштейн) — к полудню 25 февраля командир 3-го батальона 4-го Эстонского полка (капитан Яан Майде) собрал на рыночной площади военных и горожан и огласил манифест о независимости Эстонии. В дальнейшем в ночь на 26 февраля части 77-й резервной дивизии немцев овладели городом Пайде и разоружили батальон 4-го Эстонского полка.
В Раквере (Везенберг) — до полудня 25 февраля 4-й Эстонский полк (командир — капитан Хейнрик Вахтрамяэ) взял город под свой контроль.
В Выру (Верро) — эстонские силы пытались отобрать власть у большевиков, но не смогли. Выру захватили сами немцы.
В Таллине (Ревель) -

## Ликвидация вооружённых сил
В марте-апреле 1918 года все оставшиеся эстонские вооружённые части были немцами распущенны и разоружены. Это произошло после ратификации и вступления в юридическую силу Брестского договора (РСФСР ратифицировала - 15 марта 1918 года, Германия - 17 марта), что формально вывело Россию из мировой войны. 20 марта генерал-губернатор Зекендорф издал приказ о расформировании оставшихся эстонских воинских частей.
- — 1-й Эстонский полк — ликвидирован немцами в апреле 1918 года[5].[нет в источнике]
- — Эстонский батальон численностью до 1000 человек, располагавшийся в городе Пярну (Пернов) по квартирам, сложил оружие 25 февраля[6].
- — батальон 2-го Эстонского полка в Вильянди (Феллин) был разоружён 25 февраля.[6].
- — батальон 4-го Эстонского полка в Пайде (Вейсенштейн) был разоружён 26 февраля[6].
- — Эстонский запасной батальон в Тарту (Юрьев) — распущен в феврале 1918 года[5].[нет в источнике]

В составе немецкой армии оккупационные власти в Эстонии сформировали эстонскую дивизию. Начальником судебного отдела этой дивизии был известный социал-демократ А. Рей. Однако оказалось, что рядовой состав этой дивизии был настроен враждебно к немцам и дивизию потом распустили.
Эстонские вооружённые силы за пределами Эстонии в период с февраля по ноябрь 1918 года
В начале 1918 года Лайдонером была установлена связь с английским дипломатическим представительством в Вологде и английской военной миссией в Кандалакше. В войска Антанты, высадившиеся на севере России, им были посланы эстонские офицеры. Также Лайдонер посылал миссии к русским белым генералам с просьбой о помощи. В феврале 1918 года уже сам Лайдонер посетил Мурманск где при поддержке английских и американских союзников начал формирование «эстонского легиона».
К июню 1918 года в российских городах находилось немало беженцев из Эстонии. В Самаре ими был создан Эстонский комитет, который 9 июня 1918 года выступил с обращением, где указал, что «Эстонские колонии, в виду объявления самостоятельности Эстонии, за всё время с 24-го февраля с. г. держались нейтралитета на территории России: существующие эстонские военные организации не приняли участия в гражданской войне…».
Сами эстонцы были готовы выступить на стороне Антанты против германских войск. Уже 22 августа 1918 г. комитет призвал в своём обращении - «Братья эстонцы, граждане республики Эстония!» - вступать в эстонские войсковые части, образованные «при чехословацких и союзных отрядах в соответствии с мобилизацией, проводимой российской властью».…»
30 октября 1918 года председатель Самарского эстонского комитета Бернхард Линде ходатайствовал перед Временным Всероссийским правительством Российского Государства о создании национальной эстонской войсковой части «для переброски её к границам Эстонии для поднятия восстания среди населения против германских поработителей». Там же он указал, что «…помимо призванных бойцов в рядах Белой армии служат и многие эстонцы-добровольцы».…».
Осенью 1918 года при отряде французских войск в Архангельске был создан «эстонский легион» в составе 200 человек. Их одели в форму французских колониальных войск.

## Указы и постановления Комитета Спасения Эстонии
Указ 1
- «Народу Эстонии и эстонским войскам

Манифестом Эстонского Земского совета Эстония провозглашена независимой республикой и высшая власть управления передана в руки Комитета Спасения Эстонии.
Поскольку Эстонская республика Манифестом независимости провозглашена нейтральной в текущей войне, ни эстонская армия, ни один гражданин Эстонии не могут принимать участие в российско-германской войне ни в каком виде.
Указ Российских народных комиссаров о мобилизации объявляем в Эстонии ничтожным и недействительным.
Все избранные на основе всеобщего избирательного права уездные, городские и волостные учреждения должны незамедлительно продолжить свою прерванную работу, а насильно занявшие их место советы, комитеты и учреждения с прочими названиями должны быть устранены.
По требованию представителя законного самоуправления эстонские войска и милиция должны содействовать всеми силами выполнению этого приказа.
Предписываем всем гражданам и чиновникам, где бы они ни служили, принять все меры, чтобы из Эстонии не могло быть вывезено имущество какой-либо страны, поскольку теперь это имущество является собственностью Эстонской республики.
Комитет Спасения Эстонии.»
Указ 4
- «Все эстонцы-военнослужащие, которые в 1913 г. и позже вытянули жребий и были приняты на службу, должны прибыть к 1 марту с.г. в те части эстонских войск, в которых они служили, или в штаб 1. Эстонской пехотной дивизии на Нарвском шоссе, д.52.

Те, кто в назначенное время не прибудет, будут считаться военными дезертирами и будут отданы под суд.
Таллин, 25 (12) февраля 1918 г.
Комитет: К. Пятс, Ю. Вильмс, К. Коник»